# Dennis Eckert Ayensa
Dennis Eckert, né le 9 janvier 1997 à Bonn en Allemagne, est un footballeur allemand qui joue au poste d'avant-centre au Standard de Liège.

## Biographie

### En club

#### Formation en Allemagne
Né à Bonn, Dennis Eckert commence sa formation au sein du SC Pulheim. En 2007, il s'engage au 1.FC Cologne, club phare du pays. Après quatre ans, il décide de poursuivre sa formation à l'Alemannia Aachen. Finalement, il termine sa formation en jeunes au sein du Borussia Mönchengladbach entre 2013 et 2017.

#### Débuts professionnels au Celta Vigo
Le 1er juillet 2017, il signe en faveur du club espagnol du Celta de Vigo. Il commence sa première saison au sein de l'équipe réserve du club . Il joue son premier match professionnel le 26 août 2017 lors d'un match nul 0-0 face au Gimnástica Segoviana CF, comptant pour la deuxième journée de troisième division espagnole. Le 28 octobre 2017, il marque son premier but professionnel face au Racing Club de Ferrol. Durant cette rencontre, il inscrit un doublé permettant aux siens de s'imposer 3-0. 
Le 1er juillet 2018, il intègre l'équipe première du club. Il joue son premier match le 1er août 2018 lors d'un match nul 1-1 face à l'Espanyol Barcelone , comptant pour la première journée de La Liga. 
N'arrivant pas à s'imposer au sein de l'équipe, il se voit prêté le 31 janvier 2019 au SBV Excelsior . Il joue son premier match le 3 février 2019 lors d'une victoire 2-1 lors du derby face au Feyenoord Rotterdam, comptant pour la vingtième journée de l'Eredivisie. Le 17 février 2019, il marque son premier but sous ses nouvelles couleurs face au FC Emmen. 

#### Révélation à Ingolstadt
Le 2 septembre 2019, il signe en faveur du club allemand du FC Ingolstadt 04 . Il joue son premier match le 15 septembre 2019 lors d'une défaite 3-2 face au Hallescher FC, comptant pour la huitième journée de 3.Liga. Il marque son premier but au sein de cette même rencontre. 
Avec Ingolstadt, il accède à la 2.Bundesliga lors de la saison 2021-2022 . Le 4 février 2022, il marque son premier but à ce niveau lors d'une victoire écrasante 5-0 face au 1.FC Nuremberg comptant pour la 21e journée du championnat. 

#### Union Saint-Gilloise
Le 1er juillet 2022, il signe en faveur du club belge de l'Union saint-gilloise. Il joue son premier match le 23 juillet 2022 lors d'un match nul 1-1 face au K Saint-Trond VV, comptant pour la première journée de Jupiler Pro League. Le 31 août 2022, il marque son premier but sous ses nouvelles couleurs face au Royal Antwerp Football Club. C'est avec le club bruxellois, qu'il participe à sa première compétition européenne à savoir l'Europa League. Il joue son premier match dans cette compétition le 8 septembre 2022 lors d'une victoire 1-0 face au 1. FC Union Berlin.

#### Standard de Liège
N'entrant plus dans les plans du nouvel entraineur unioniste Sébastien Pocognoli, il est prêté le 6 septembre 2024 pour une saison avec option d'achat au Standard de Liège. Il joue son premier match avec les Rouches en entrant au jeu en remplacement de Soufiane Benjdida contre l'Union saint-gilloise, le club qu'il vient de quitter. À partir du match suivant, il devient titulaire régulier aux côtés d'Andi Zeqiri et inscrit son premier but pour les Liégeois contre le Sporting Charleroi le 20 octobre 2024 suite à long dégagement du gardien de but Matthieu Epolo. Le 25 mars 2025, le Standard annonce la levée d'option et un contrat jusqu'en juin 2028

## Statistiques

### En club
| Saison                | Club                       | Championnat           | Championnat | Championnat | Championnat | Coupe(s) nationale(s) | Coupe(s) nationale(s) | Coupe(s) nationale(s) | Supercoupe | Supercoupe | Supercoupe | Compétition(s) continentale(s) | Compétition(s) continentale(s) | Compétition(s) continentale(s) | Compétition(s) continentale(s) | Autres compétitions | Autres compétitions | Autres compétitions | Autres compétitions | Total | Total | Total |
| Saison                | Club                       | Division              | M.          | B.          | P.d.        | M.                    | B.                    | P.d.                  | M.         | B.         | P.d.       | Comp.                          | M.                             | B.                             | P.d.                           | Comp.               | M.                  | B.                  | P.d.                | M.    | B.    | P.d.  |
| 2018-2019             | Celta Vigo                 | Liga                  | 9           | 0           | 0           | 1                     | 0                     | 0                     | -          | -          | -          | -                              | -                              | -                              | -                              | -                   | -                   | -                   | -                   | 10    | 0     | 0     |
| 2018-2019             | Excelsior Rotterdam (prêt) | Eredivisie            | 14          | 2           | 0           | -                     | -                     | -                     | -          | -          | -          | -                              | -                              | -                              | -                              | -                   | -                   | -                   | -                   | 14    | 2     | 0     |
| Sous-total 2018-2019  | Sous-total 2018-2019       | Sous-total 2018-2019  | 23          | 2           | 0           | 1                     | 0                     | 0                     | -          | -          | -          | -                              | -                              | -                              | -                              | -                   | -                   | -                   | -                   | 24    | 2     | 0     |
| 2019-2020             | FC Ingolstadt 04           | 3. Liga               | 32          | 14          | 6           | -                     | -                     | -                     | -          | -          | -          | -                              | -                              | -                              | -                              | -                   | -                   | -                   | -                   | 32    | 14    | 6     |
| 2020-2021             | FC Ingolstadt 04           | 3. Liga               | 26          | 10          | 8           | -                     | -                     | -                     | -          | -          | -          | -                              | -                              | -                              | -                              | -                   | -                   | -                   | -                   | 26    | 10    | 8     |
| 2021-2022             | FC Ingolstadt 04           | 2. Bundesliga         | 24          | 2           | 4           | 1                     | 0                     | 1                     | -          | -          | -          | -                              | -                              | -                              | -                              | -                   | -                   | -                   | -                   | 25    | 2     | 5     |
| Sous-total            | Sous-total                 | Sous-total            | 82          | 26          | 18          | 1                     | 0                     | 1                     | -          | -          | -          | -                              | -                              | -                              | -                              | -                   | -                   | -                   | -                   | 83    | 26    | 19    |
| 2022-2023             | Union Saint-Gilloise       | Division 1A           | 8           | 2           | 1           | 3                     | 0                     | 1                     | -          | -          | -          | C1+C3                          | 1+3                            | 0+0                            | 0+0                            | PO1                 | -                   | -                   | -                   | 15    | 2     | 2     |
| 2023-2024             | Union Saint-Gilloise       | Division 1A           | 23          | 7           | 3           | 3                     | 0                     | 0                     | -          | -          | -          | C3+C4                          | 6+4                            | 2+1                            | 0+0                            | PO1                 | 8                   | 1                   | 0                   | 44    | 11    | 3     |
| 2024-2025             | Union Saint-Gilloise       | Division 1A           | 3           | 1           | 0           | -                     | -                     | -                     | 1          | 0          | 0          | C1                             | 2                              | 0                              | 0                              | -                   | -                   | -                   | -                   | 6     | 1     | 0     |
| Sous-total            | Sous-total                 | Sous-total            | 34          | 10          | 4           | 6                     | 0                     | 1                     | 1          | 0          | 0          | -                              | 16                             | 3                              | 0                              | -                   | 8                   | 1                   | 0                   | 65    | 14    | 5     |
| 2024-2025             | Standard de Liège (prêt)   | Division 1A           | 22          | 7           | 0           | -                     | -                     | -                     | -          | -          | -          | -                              | -                              | -                              | -                              | -                   | -                   | -                   | -                   | 22    | 7     | 0     |
| Total sur la carrière | Total sur la carrière      | Total sur la carrière | 161         | 45          | 22          | 8                     | 0                     | 2                     | 1          | 0          | 0          | -                              | 16                             | 3                              | 0                              | -                   | 8                   | 1                   | 0                   | 194   | 49    | 24    |

## Palmarès

### En club
|  |  | Union Saint-Gilloise - Championnat de Belgique : - Vainqueur : 2025 - Vice-champion : 2024 - Coupe de Belgique (1) : - Vainqueur : 2024 - Supercoupe de Belgique (1) : - Vainqueur : 2024 |